# Jagdgeschwader 132
A Jagdgeschwader 132 Richthofen foi uma unidade da Luftwaffe que atuou antes da Segunda Guerra Mundial, sendo dissolvido pouco antes do início do conflito.

## Geschwaderkommodoren
| Comandante                        | Data                                         |
| --------------------------------- | -------------------------------------------- |
| Major Johann Raithel              | (1 de Abril de 1936 - 8 de Junho de 1936)    |
| Hauptmann Gerd von Massow         | (9 de Junho de 1936 - 1 de Novembro de 1938) |
| Oberst Eduard Ritter von Schleich | 1 de Novembro de 1938 - 1 de Maio de 1939    |

## Stab
Formado em 1 de Abril de 1936 em Döberitz. entre 14 de Março de 1935 - 1 de Novembro de 1938, a JG132 carregou o tradicional nome de "Richthofen".
Em 1 de Novembro de 38 foi redesignado Stab/JG 131.
Reformado no mesmo dia em Düsseldorf, sendo transformado em Stab/JG26 em 1 de Maio de 1939.

## I. Gruppe

### Gruppenkommandeure
- Maj Robert Ritter von Greim, 1 de Maio de 1934 - 1 de Abril de 1935
- Maj Kurt Bertram von Döring, 1 de Abril de 1935 - 1 de Abril de 1936
- Maj Carl Vieck, 1 de Abril de 1936 - 1 de Novembro de 1938
- Maj Gotthardt Handrick, 1 de Novembro de 1938 - 1 de Maio de 1939

Formado em 1 de Maio de 1934 em Döberitz com unidades de Ar 65 e He 51. Gruppenstab was ready 1.5.34, mas o 3 staffelnnão estava operante até 1 de Julho de 1934. Entre 1 de Maio de 1934 - 1 de Abril de 1936 era conhecido como Fliegergruppe Döberitz.
- Stab I./JG132
- 1./JG132
- 2./JG132
- 3./JG132

Em 1 de Novembro de 1938 redesignado I./JG 131:
- Stab I./JG132 se tornou Stab I./JG131
- 1./JG132 se tornou 1./JG131
- 2./JG132 se tornou 2./JG131
- 3./JG132 se tornou 3./JG131

Reformado no mesmo dia em Köln a partir da I./JG234 com:
- Stab I./JG132 a partir do Stab I./JG234
- 1./JG132 a partir do 1./JG234
- 2./JG132 a partir do 2./JG234
- 3./JG132 a partir do 3./JG234

Em 1 de Maio de 1939 redesignado I./JG26:
- Stab I./JG132 se tornou Stab I./JG26
- 1./JG132 se tornou 1./JG26
- 2./JG132 se tornou 2./JG26
- 3./JG132 se tornou 3./JG26

## II. Gruppe

### Gruppenkommandeure
- Major Johann Raithel, 1 de Abril de 1935 - 31 de Março de 1936
- Major Karl von Schönebeck, 1 de Abril de 1936 - 30 de Setembro de 1936
- Major Nikolaus Mayer, 1 de Outubro de 1936 - 31 de Março de 1937
- Major Arthur Laumann, 1 de Abril de 1937 - 31 de Julho de 1938
- Hauptmann Joachim-Friedrich Huth, 1 de Agosto de 1938 - 1 de Novembro de 1938
- Hauptmann Werner Palm, 1 de Novembro de 1938 - 1 de Maio de 1939

Formado em 1 de Abril de 1935 em Jüterbog-Damm a partir de partes do Fliegergruppe Döberitz com He 51A.
Entre 1 de Abril de 1935 - 1 de Abril de 1936 era conhecido como Fliegergruppe Damm.
De 1 de Abril de 1936 pasou a se chamar II./JG132:
- Stab II./JG132
- 4./JG132
- 5./JG132
- 6./JG132

Se tornou a primeira unidade a utilizar os caças Bf 109B, tendo recebido 25 unidades no mês de Fevereiro de 1937.
No dia 1 de Novembro de 1938 foi redesignado I./JG 141:
- Stab II./JG132 se tornou Stab I./JG141
- 4./JG132 se tornou 1./JG141
- 5./JG132 se tornou 2./JG141
- 6./JG132 se tornou 3./JG141

Foi reformado no mesmo dia em Düsseldorf a partir do II./JG 234 com:
- Stab II./JG132 a partir do Stab II./JG234
- 4./JG132 a partir do 4./JG234
- 5./JG132 a partir do 5./JG234
- 6./JG132 a partir do 6./JG234

No dia 1 de Maio de 1939 foi redesignado II./JG 26:
- Stab II./JG132 se tornou Stab II./JG26
- 4./JG132 se tornou 4./JG26
- 5./JG132 se tornou 5./JG26
- 6./JG132 se tornou 6./JG26

## III. Gruppe

### Gruppenkommandeure
- Maj Dr.Ing. Ernst Bormann, 1 de Julho de 1938 - 1 de Novembro de 1938.[1]

Formado no dia 1 de Julho de 1938 em Jüterbog-Damm contando com os novos Bf 109B (um staffel estava equipado com os Ar 68):
- Stab III./JG132 novo
- 7./JG132 novo
- 8./JG132 novo
- 9./JG132 novo

No dia 1 de Novembro de 1938 foi redesignado II./JG 141:
- Stab III./JG132 se tornou Stab II./JG141
- 7./JG132 se tornou 4./JG141
- 8./JG132 se tornou 5./JG141
- 9./JG132 se tornou 6./JG141

## IV. Gruppe

### Gruppenkommandeure
- Obstlt Theo Osterkamp, 1 de Julho de 1938 - Julho de 1938
- Hptm Johannes Janke, Julho de 1938 - 1 de Novembro de 1938

Formado no dia 1 de Julho de 1938 em Werneuchen a partir de partes do JFS Werneuchen com:
- Stab IV./JG132 novo
- 10./JG132 novo
- 11./JG132 novo
- 12./JG132 novo

No dia 1 de Novembro de 1938 foi redesignago I./JG 331:
- Stab IV./JG132 se tornou Stab I./JG331
- 10./JG132 se tornou 1./JG331
- 11./JG132 se tornou 2./JG331
- 12./JG132 se tornou 3./JG331